# 夕川景子
夕川景子（Keiko Yukawa，1974年12月4日—），出生於日本京都，1998年開始參加日本正式比賽，是第一位獲邀參加安麗盃的日本選手。

## 比賽成績
- 2000年，亞洲花式撞球錦標賽第五名
- 2001年，西日本女子巡迴賽第二站冠軍
- 2001年，亞洲花式撞球錦標賽第五名
- 2001年，日本北陸公開賽季軍
- 2002年，西日本女子職業賽第一站亞軍
- 2009年，日本公開賽亞軍
- 2010年，安麗盃世界女子花式撞球公開賽會外賽淘汰
- 2011年，安麗盃世界女子花式撞球公開賽分組預賽淘汰